# Athos (półwysep)

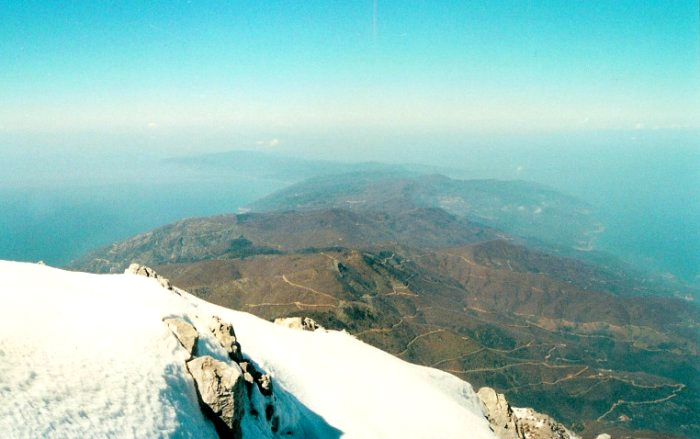
Półwysep widziany ze szczytu Athos

Athos, także Akti (nowogr. Ακτή lub  Χερσόνησος του Άθω) – górzysty półwysep ze szczytem o tej samej nazwie, stanowiący wschodni cypel Półwyspu Chalcydyckiego w Grecji.
Od zachodu półwysep oblewają wody Zatoki Athos, a od wschodu Zatoki Orfańskiej, które są częścią Morza Egejskiego.
Dalsza od nasady część półwyspu Athos wraz ze szczytem o tej samej nazwie stanowi terytorium regionu autonomicznego Athos, zamieszkiwanego wyłącznie przez mnichów prawosławnych. Bliższa nasady część półwyspu Athos stanowi część terytorium gminy Aristotelis o standardowym statusie administracyjnym.